# 港九小輪
港九小輪控股有限公司，簡稱港九小輪（英語：Hong Kong & Kowloon Ferry），是香港一家渡輪公司，主要經營來自南丫島與香港島之間的客運服務。港九小輪成立於1998年6月，由多家船務公司及船廠公司合組而成，包括：財利船廠、港洋船務、聯合船務、翠華船務、裕發海事工程、大基海事工程及羅衍瑩等。。

## 航線

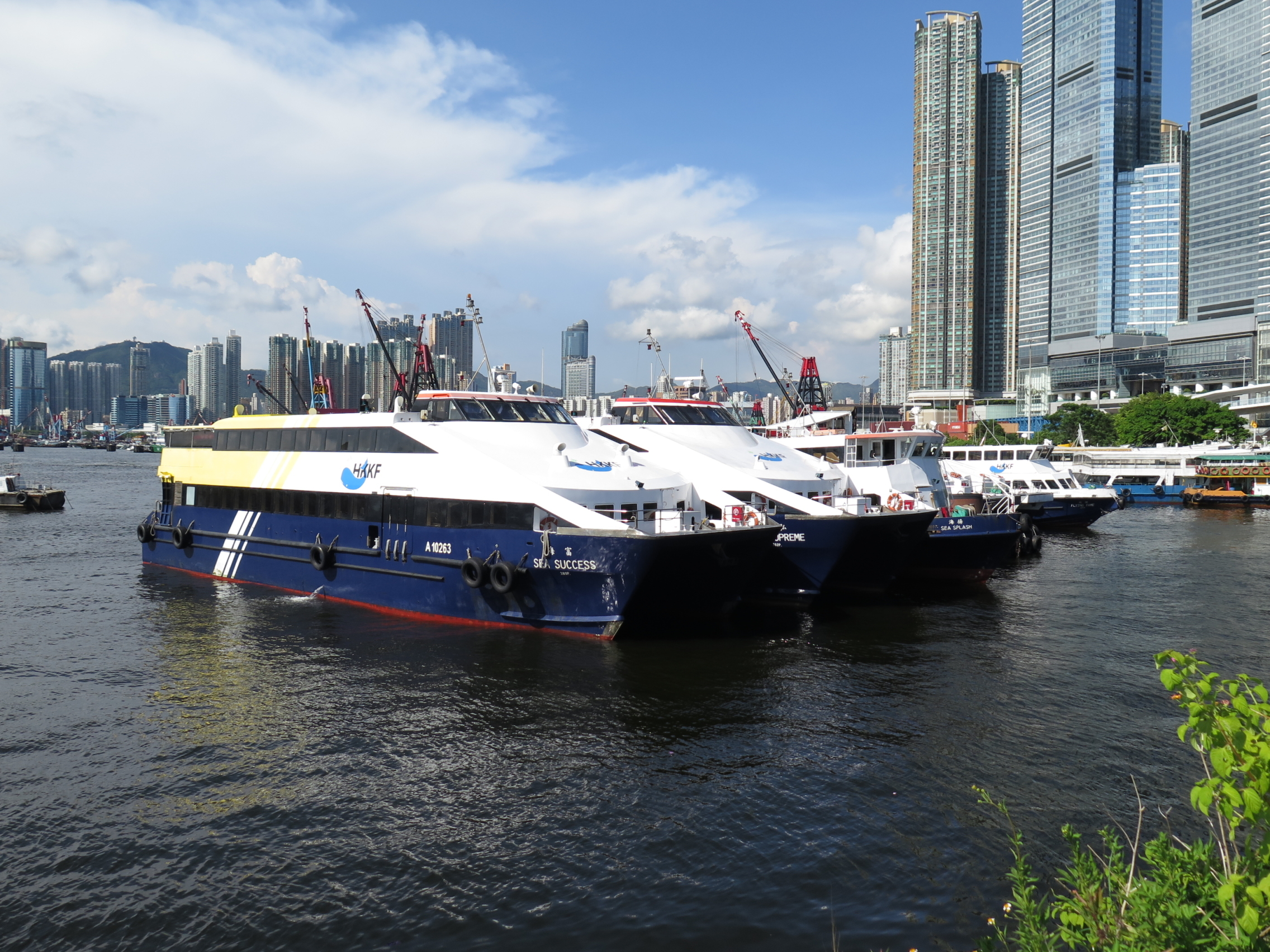
港九小輪的渡輪停泊在油麻地避風塘

港九小輪最先投入服務的航線為香港仔至南丫島榕樹灣及中環至南丫島北角村航線，其後適逢油麻地小輪放棄經營中環至荃灣/青衣航線及政府收回油麻地小輪航線專營權並以牌照形式重新公開競投，港九小輪大舉投資使致急速發展業務。然而，面對乘客量銳減及地鐵等交通工具之競爭，港九小輪先後放棄經營中環至荃灣／青衣及中環至南丫島北角村之航線。
現時港九小輪經營持牌渡輪航線3條，包括：

### 中環↔坪洲
本線來往中環六號碼頭至坪洲碼頭。設有高速船，航程約25-40分鐘。
航線於開辦時是由油麻地小輪營辦。1999年4月1日，油麻地小輪被政府收回部分專營權後，改由新渡輪接辦，後來於2008年7月1日起交由港九小輪接辦至今。

#### 坪洲↔喜靈洲（特別服務）
於2013年8月16日接管珊瑚海船務之原有服務，並成為中環 ↔坪洲航線之特別服務，只限到喜靈洲各懲教所上班或探監的人士使用。

### 中環↔南丫島榕樹灣
本線來往中環四號碼頭至南丫島榕樹灣碼頭。高速船參考航程約30分鐘。
航線於開辦時是由油麻地小輪營辦。1999年4月1日，油麻地小輪被政府收回部分專營權後，改由港九小輪接辦至今。由於南丫島必須依靠渡輪往來市區，雖然榕樹灣有往來香港仔的翠華船務競爭，客量都很穩定。但每逢假日都會有大量遊客到南丫島旅遊，因此本航線假日的客量比平日多。

### 中環↔南丫島索罟灣
本線來往中環四號碼頭至南丫島索罟灣碼頭。高速船參考航程約30至40分鐘。
航線於開辦時是由油麻地小輪營辦。1999年4月1日，油麻地小輪被政府收回部分專營權後，改由港九小輪接辦至今。由於南丫島必須依靠渡輪往來市區，客量都很穩定，不過南丫島居民集中於榕樹灣，而且榕樹灣的班次較頻密，加上索罟灣有往來香港仔的全記渡競爭，本線客量不及榕樹灣線。不過每逢假日都會有大量遊客到南丫島旅遊，因此本航線假日的客量比平日多。
由於索罟灣碼頭的設計如一般的公眾碼頭，28m玻璃纖維雙體船原先的跳板不適宜在這些碼頭使用，因此，如使用28m玻璃纖維雙體船，則須改用船後右邊加設的跳板上落。
本航線付款方式有所不同，乘客如需乘搭本航線，來回均在中環碼頭付款。

## 船隊
港九小輪旗下的渡輪，中文名稱大部分都以「海×」為名，而英文則以「Sea」再加一個S字頭的英文單字 (飛騰(Flying Fame)除外)。2023年起受政府資助計畫下購入9艘全新渡輪，中文名稱改以「港九HKK x」命名。
- 財利船廠35m，（珠海顯利造船有限公司承製，澳洲Incat Chowther船廠設計），400座全碳纖維複合雙體船，全數為政府資計畫下購入的

| 船名              | 長度 | 闊度  | 建造年份 | 最高航速 | 擁有權證明書號碼 | 備註 | 圖片 |
| 港九21 （HKK 21） | 35m  | 10.5m | 2024年   | 27節     | A145619          |      |      |

- 財利船廠40m（珠海顯利造船有限公司承製，澳洲Incat Chowther船廠設計)，450座全碳纖維複合雙體船，全數為政府資助計畫下購入的

| 船名             | 長度 | 闊度 | 建造年份 | 最高航速 | 擁有權證明書號碼 | 備註 | 圖片 |
| 港九 1 （HKK 1） | 40m  | 11m  | 2024年   | 27節     | A145391          |      |      |
| 港九 2 （HKK 2） | 40m  | 11m  | 2024年   | 27節     | A145366          |      |      |
| 港九 3 （HKK 3） | 40m  | 11m  | 2024年   | 27節     | A145521          |      |      |
| 港九 5 （HKK 5） | 40m  | 11m  | 2025年   | 27節     | A145642          |      |      |

- 財利船廠28.5m，410座對流式單體船

| 船名                | 長度  | 闊度 | 建造年份 | 最高航速 | 擁有權證明書號碼 | 備註                              | 圖片 |
| 海揚 （Sea Splash） | 28.5m | 7m   | 1999年   | 16節     | A9783            | 已轉售予翠華船務並易名為「翠洋1」 |      |
| 海逸 （Sea Spring） | 28.5m | 7m   | 1999年   | 16節     | A9803            | 已轉售予翠華船務                  |      |

- 財利船廠（珠海顯利造船有限公司承製，海弘除外，海翠兩者兼有份製造）28m/32m玻璃纖維雙體船

| 船名                       | 長度 | 闊度 | 載客量 | 建造年份 | 最高航速 | 擁有權證明書號碼 | 備註 | 圖片 |
| 海弘 （Sea Supreme）       | 28m  | 8m   | 382    | 1999年   | 25節     | A9853            | 財利船廠製                                                                                                  |      |
| 海翠 （Sea Superior）      | 28m  | 8m   | 389    | 2003年   | 35節     | A10283           | |      |
| 海富 （Sea Success）       | 28m  | 8m   | 389    | 2002年   | 24節     | A10263           | 曾於珀麗灣客運服務 於2012年與港燈客船撞船事故中船首左側撞毀 身披香港政府飛龍品牌廣告 前身為海泰(Sea Smooth) |      |
| 海永 （Sea Superb）        | 32m  | 8m   | 406    | 2010年   | 28節     | A139155          | 一度由珀麗灣客運服務租用                                                                                    |      |
| 海安 （Sea Serene）        | 32m  | 8m   | 406    | 2010年   | 28節     | A139359          | |      |
| 海利 （Sea Speed）         | 32m  | 8m   | 405    | 2012年   | 28節     | A140255          | 目前主力行走荃灣西至機場三跑航線                                                                            |      |
| 海興 （Sea Spirit）        | 32m  | 8m   | 412    | 2012年   | 30節     | A140296          | |      |
| 海盈 （Sea Summit）        | 32m  | 8m   | 412    | 2014年   | 30節     | A141677          | |      |
| 海盛 （Sea Shine）         | 32m  | 8m   | 412    | 2014年   | 30節     | A141700          | |      |
| 海鈴(新) （Sea Star）(New) | 32m  | 8m   | 401    | 2019年   | 23節     | A143337          | |      |
| 海耀 （Sea Sparkle）       | 32m  | 8m   | 401    | 2019年   | 23節     | A143310          | |      |
| 海寶 （Sea Silver）        | 32m  | 8m   | 403    | 2020年   | 23節     | A143738          | |      |
| 海立 （Sea Sport）         | 32m  | 8m   | 403    | 2020年   | 23節     | A143951          | |      |
| 海傑 （Sea Score）         | 32m  | 8m   | 403    | 2022年   | 23節     | A144505          | |      |

- 財利船廠18.5m/20m玻璃纖維雙體船

| 船名                | 長度  | 闊度 | 載客量 | 建造年份 | 最高航速 | 擁有權證明書號碼 | 備註                                    | 圖片 |
| 海順 （Sea Sprint） | 18.5m | 7m   | 189    | 1997年   | 24節     | A9683            |                                         |      |
| 海鳴 （Sea Strike） | 20m   | 7m   | 201    | 1999年   | 24節     | A9773            |                                         |      |
| 海雋 （Sea Smart）  | 20m   | 7m   | 205    | 2000年   | 24節     | A9963            | 前功利（Kun Lee）現由珀麗灣客運服務租用 |      |

- 財利船廠22.8m 178~180座玻璃纖維單體船

| 船名                  | 長度  | 闊度 | 載客量 | 建造年份 | 最高航速 | 擁有權證明書號碼 | 備註                                                                      | 圖片 |
| 海澄 （Sea Splendid） | 22.8m | 6m   | 187    | 1988年   | 25節     | A5023            | 曾於愉景灣航運服務（前Discovery Bay 18） 前名飛速（Flying Swift），已退役 |      |
| 飛騰 （Flying Fame）  | 22.8m | 6m   | 187    | 1988年   | 25節     | A4993            | 曾於愉景灣航運服務（前Discovery Bay 17），已退役                          |      |

## 外借
- 功拓（KUN TUO），財利船廠外借
  - 財利船廠28m，400座雙層玻璃纖維製渡輪，1995年建造，擁有權證明書號碼：A8913

## 租給珀麗灣客運的渡輪
- 海翠，由港九小輪擁有 
  - 財利船廠28m，370座（原411座）玻璃纖維高速雙體船，擁有權證明書號碼-A10283
- 海順，由港九小輪擁有 
  - 財利船廠22m，206座玻璃纖維中速雙體船，擁有權證明書號碼-A9653
- 海雋，由港九小輪擁有 
  - 財利船廠22m，205座玻璃纖維中速雙體船，擁有權證明書號碼-A9553
- 海鳴，由港九小輪擁有 
  - 財利船廠22m，201座玻璃纖維中速雙體船，擁有權證明書號碼-A9773
- 海永（新），由港九小輪擁有
  - 財利船廠28m，400座玻璃纖維高速雙體船，擁有權證明書號碼-A139155

## 現時船票

### 中環↔坪洲
| 普通渡輪(慢船)                                     |            |                   |
|                                                    | 星期一至六 | 星期日及 公眾假期 |
| 成人 60-64歲香港居民（現金／二維碼）               | $19.8      | $28.4             |
| 小童 長者及殘疾人士（現金／二維碼）                | $9.9       | $14.2             |
| 長者及殘疾人士（八達通） 60-64歲香港居民（樂悠咭） | $2.0       | $2.0              |

| 快速船                                             |            |                   |
|                                                    | 星期一至六 | 星期日及 公眾假期 |
| 成人 60-64歲香港居民（現金／二維碼）               | $36.9      | $54.3             |
| 小童 長者及殘疾人士（現金／二維碼）                | $18.4      | $27.1             |
| 長者及殘疾人士（八達通） 60-64歲香港居民（樂悠咭） | $2.0       | $2.0              |

- 3歲以下小童（須有成人陪同）：免費
- 65歲或以上長者使用長者或個人八達通，以及合資格殘疾人士使用「殘疾人士身份」個人八達通繳付船費，均可享有每程劃一$2的票價優惠。

即日／假日來回票
| 去程為右列所選乘之船種及 回程預設為普通渡輪 | 普通渡輪 | 高速船 |
| ------------------------------------------- | -------- | ------ |
| 成人                                        | $35.9    | $51.4  |
| 長者、小童及殘疾人士                        | $17.9    | $25.7  |

- 即日來回票只於星期一至五(公眾假期及前夕除外)發售，回程須於翌日00:30前使用
- 假日來回票於逢星期六、日、公眾假期及前夕發售，回程有效期為發售後翌日（即第三日00:30前）使用
- 以現金或八達通購買假日來回票的乘客，請到售票處購買去程及回程船票，但去程必須購票後即時搭乘。
- 去程必須於坪洲上船及回程只適用於普通渡輪，回程如搭乘高速船，需補付成人$15.6，長者、小童及殘疾人士$7.8

月票：$676（成人）／$473（學生），只適用於同一天內乘搭月票內指定航線的普通渡輪來往各一次，如搭乘高速船，每程需補付$15.6
多程票
$174，持票人可在購票日起計60日內，乘搭多程票內指定航線的10程普通渡輪，乘搭高速船每程需補付$15.6
- 貨物：$10~$250不等（每日適用，只限適用普通船）

#### 坪洲↔喜靈洲（特別服務）
星期一至日及公眾假期
- 成人、60-64歲香港居民（現金）：$18.7
- 小童、長者及殘疾人士（現金）：$9.3
- 長者及殘疾人士（八達通）、60-64歲香港居民（樂悠咭）：$2.0
- 3歲以下小童（須有成人陪同）：免費
- 此服務不適用於二維碼付款
- 65歲或以上長者使用長者或個人八達通，以及合資格殘疾人士使用「殘疾人士身份」個人八達通繳付船費，均可享有每程劃一$2的票價優惠。

### 中環↔榕樹灣
|                                                    | 星期一至六 | 星期日及 公眾假期 |
| -------------------------------------------------- | ---------- | ----------------- |
| 成人 60-64歲香港居民（現金／二維碼）               | $22.1      | $30.8             |
| 小童 長者及殘疾人士（現金／二維碼）                | $11.0      | $15.4             |
| 長者及殘疾人士（八達通） 60-64歲香港居民（樂悠咭） | $2.0       | $2.0              |

- 3歲以下之小童（須有成人陪同及不佔座位）：免費
- 65歲或以上長者使用長者或個人八達通，以及合資格殘疾人士使用「殘疾人士身份」個人八達通繳付船費，均可享有每程劃一$2的票價優惠。

即日／假日來回票（去程必須於榕樹灣上船）
- 成人：$40.2
- 小童、長者、殘疾人士:$20.1
- 即日來回票只於星期一至五(公眾假期及前夕除外)發售，回程須於翌日00:30前使用
- 假日來回票於逢星期六、日、公眾假期及前夕發售，回程有效期為發售後翌日（即第三日00:30前）使用
- 以現金或八達通購買假日來回票的乘客，請到售票處購買去程及回程船票，但去程必須購票後即時搭乘。
- 去程必須於榕樹灣上船

月票：$777（成人）／$543（學生），只適用於同一天內乘搭月票內指定航線來往各一次
多程票：$195，持票人可在購票日起計60日內，乘搭多程票內指定航線10程
貨物：$10-$250不等

### 中環↔索罟灣
|                                                    | 星期一至六 | 星期日及 公眾假期 |
| -------------------------------------------------- | ---------- | ----------------- |
| 成人 60-64歲香港居民（現金／二維碼）               | $27.5      | $38.7             |
| 小童 長者及殘疾人士（現金／二維碼）                | $13.7      | $19.3             |
| 長者及殘疾人士（八達通） 60-64歲香港居民（樂悠咭） | $2.0       | $2.0              |

- 3歲以下之小童（須有成人陪同及不佔座位）：免費
- 65歲或以上長者使用長者或個人八達通，以及合資格殘疾人士使用「殘疾人士身份」個人八達通繳付船費，均可享有每程劃一$2的票價優惠。

即日／假日來回票（去程必須於索罟灣上船）
- 成人：$49.9
- 小童、長者、殘疾人士:$24.9
- 即日來回票只於星期一至五(公眾假期及前夕除外)發售，回程須於翌日00:30前使用
- 假日來回票於逢星期六、日、公眾假期及前夕發售，回程有效期為發售後翌日（即第三日00:30前）使用
- 以現金或八達通購買假日來回票的乘客，請到中環碼頭下船付款前向職員購買去程及回程船票，但去程必須購票後即時出閘。
- 去程必須於索罟灣上船並於中環碼頭下船時購票

月票：$827（成人）／$579（學生），只適用於同一天內乘搭月票內指定航線來往各一次
多程票：$242，持票人可在購票日起計60日內，乘搭多程票內指定航線10程
貨物：$10至$250不等
- 本航線付款方式有所不同，乘客如需乘搭本航線，來回均在中環碼頭付款。

## 2006年加價事件
2006年1月13日，港九小輪向運輸署申請加價，申請旗下全數三條來往南丫島之渡輪服務加價，平均加幅為12.2%，單程票價加0.4至1.6元不等，事件引起很多人不滿。三條航線的成人票價，劃一申請加價$1.6，加幅由8%至15%不等。
港九小輪董事兼總經理伍兆緣在回應《星島日報》時表示，公司渡輪業務過去7年累積虧損2,700萬港元，縱使2005年加價後公司仍出現1,000萬元虧蝕現象，主要由於各項開支的增加。他稱：「油價高企已經令成本大增，零件費又升近一成，港燈又加電費，保險費在九一一後更加了百分之一百！而且我們也擔心人才流失，要跟隨市場環境加員工人工。」 
離島區議會副主席周轉香表示：「現在是惡性循環，小輪公司加價，更加令居民和遊客卻步，得不償失！」。又指，港九小輪兩年內再度加價，區議會及南丫島居民均表示不滿，希望政府可讓小輪公司增加非票務方面之收入，例：碼頭廣告等以代替直接加價。 
另外，有議員指此次或許是2007年公共機構加價潮的一例子，因2006年香港整體經濟增長強勁。如香港電燈便曾以發電燃料成本上升及該公司回報率未達准許利潤水平之上限為理據，已在2007年1月1日起大幅加價2.5%。

## 事故
- 2002年8月19日晚上，屬港九小輪的「海逸號」，於北角村對開海面與一艘大陸船相撞，而意外中一名傷名亦與一名港九職員陪同下，登上救護車。
- 2008年6月18日晚上6時半，肇事高速單體船「海澄號」停泊在南丫島榕樹灣公眾碼頭，船員正在搬運燃油及物資時，一艘消防潛水船泊岸，失控撞向高速船的船尾，船長立即通知海事處，海事處派船到場檢驗，發現高速船左邊船尾損毀，出現一道裂縫及破口，但因天色昏暗，決定天亮後才駛往船廠維修。
- 2012年3月21日9時許，「新輝叄」停泊中環5號碼頭上客，預備駛往長洲，其間「新輝叄」左邊船身下層一組玻璃窗，被另一艘客輪船頭碰撞，玻璃破裂碎片四濺。一名女乘客手指被碎片割傷，包紮後拒絕送院，改乘其他船隻回家。發言指，涉及意外另一艘客輪，屬於往來坪洲的港九小輪「海翠」，原本停泊隔鄰中環6號碼頭，意外原因待查。
- 2017年9月1日，港九小輪一艘渡輪於下午4時許由坪洲開往中環途中，疑被雷擊中雷達，導致壞船。事後船公司安排另一艘渡輪到場協助，事件中，全船乘客一度滯留海中心約20分鐘，之後經15分鐘行程，壞船終被拖返中環碼頭，全船人脫險。港九小輪發言人回覆稱，涉事船隻為「海富號」，在下午4時由坪洲出發，載着144名乘客及4名船員，航行約15分鐘後在青洲西北面0.2海浬地方，遇上稱為「西北石湖」的天氣，海面有風雨及雷暴。其間船隻雷達被雷擊中發生故障，船上供電系統亦一度失靈。事後船隻經檢查恢復動力，但只可以以慢速行駛，終在下午約4時45分駛返中環碼頭。事件中無人傷，海富號要到油麻地船塢維修。根據天文台資料，在下午4時至4時59分香港境內錄得之閃電次數，其中雲對地閃電有597次，雲間閃電則有383次；其間尤其香港南面出現頻密打雷情況。天文台指在事發時，在青洲一帶海面確有較強烈的雷暴。[4][5]

### 2012年南丫島撞船事故
2012年10月1日晚上8時許，一艘由中環開往南丫島榕樹灣的港九小輪「海泰」，與一艘載有香港電燈員工及家屬前往中環觀看煙花匯演的遊艇，於榕樹灣對開海面相撞，有報導指港九小輪在事故後不顧而去，事故最終釀成39死101傷。

## 註腳
1. ↑  經營14年來虧多於盈 （页面存档备份，存于），蘋果日報，2012年10月03日
2. 1 2  南丫島渡輪申請加價12%[永久]，《星島日報》，2007-01-14
3. ↑  南丫島航線擬加價12% 的存檔，存档日期2007-03-15.，《大公報》，2007-1-14
4. ↑  . Apple Daily 蘋果日報.   [2017-09-01].
5. ↑  . 頭條日報 Headline Daily.   [2017-09-01]. （原始内容存档于2019-05-24） （中文（香港））.
6. ↑  港燈指船隻被撞後對方不顧而去 （页面存档备份，存于） 商業電台，2012-10-02
7. ↑  港九小輪要調查是否撞船後不顧而去 （页面存档备份，存于） now新聞台，2012-10-02

## 外部連結
- 港九小輪 （页面存档备份，存于）